# Bradenham (Norfolk)
Bradenham est une paroisse civile et un village du Norfolk, en Angleterre.